# Budapest (együttes)
A Budapest egy melankolikus poszt-grunge stílusú rockzenekar volt az angliai Leamington Spa városából.
Az együttes 1999-ben alakult meg John Garrison (vokál, gitár), Adrian Kelley (basszus), Mark Walworth (gitár), Paul Possart (dobok) és Chris Pemberton (zongora, billentyűs hangszerek) részvételével. Első albumuk, a Too Blind to Hear anyagának felvétele után Walworth öngyilkos lett. Habár a tagokat sokkolta társuk öngyilkossága, a felvételt elvitték a kiadásig, tisztelegve Walworth előtt (később Matt Parker lépett Walworth helyére).
Az album 2002 szeptemberében jelent meg az Egyesült Királyságban és 2004 márciusában az Egyesült Államokban.
A következő albumot, a 2005-ös Head Towards The Dawn-t már csak Spanyolországban adták ki, Garrison és Pemberton felvételeivel.
A zenekar 2006 utolsó hónapjaiban oszlott fel, John Garrison szólókarrierbe fogott.

## Diszkográfia
- Too Blind To Hear (Egyesült Királyság 2002, Egyesült Államok 2004)

1. Is This The Best It Gets
2. Look You In The Eye
3. Wake Up Call
4. Life Gets In The Way
5. Evade The Pain
6. Censored Memories
7. Further Away
8. Save The Day
9. Time
10. Nothing New

- Head Towards The Dawn (Spanyolország 2005)

1. Say Something Wonderful
2. Get Me Home
3. Walking On Water
4. Clock Face
5. Public Apology
6. Visiting Time
7. All This Time
8. Oh Yeah
9. Easy Water
10. Pressure
11. Something Somewhere
12. For What It's Worth
13. Questions

## Külső hivatkozások
- az MTV Budapest zenekarról szóló oldala Archiválva 2006. március 2-i dátummal a Wayback Machine-ben
- John Garrison hivatalos weboldala